# Каменоломкови
Каменоломкови (Saxifragaceae) е семейство двусемеделни растения от разред Saxifragales. Включва около 460 вида, разпространени по целия свят с най-голяма концентрация в Източна Азия и Северна Америка.

## Родове
- Abrophyllum
- Astilbe
- Astilboides
- Bensoniella
- Bergenia
- Bolandra
- Boykinia
- Chondrosea
- Chrysosplenium
- Conimitella
- Darmera
- Elmera
- Hemieva
- Heuchera
- Jepsonia
- Leptarrhena
- Lithophragma
- Micranthes
- Mitella
- Mukdenia
- Oresitrophe
- Peltiphyllum
- Rodgersia
- Saxifraga – Каменоломка
- Saxifragella
- Saxifragodes
- Saxifragopsis
- Suksdorfia
- Sullivantia
- Tanakaea
- Telesonix
- Tellima
- Tiarella
- Tolmiea